# Дафна: Тайна сияющих вод
«Дафна: Тайна сияющих вод» (яп. 光と水のダフネ хикари то мидзу но Дафунэ) — японский аниме-сериал, созданный студией J.C.Staff. Транслировался по каналу Chiba TV с 17 января по 3 июля 2004 года. На основе сюжета сериала была выпущена манга I - Daphne in the Brilliant Blue (яп. アイ〜光と水のダフネ〜 «Я — Дафна из сияющих вод»), в которой действие происходит за 100 лет до событий сериала.

## Сюжет
В будущем вода покрыла бо́льшую часть Земли после глобального потепления, в результате чего многие люди стали жить в плавающих городах.
Сирота Майа Мидзуки только что окончила среднюю школу и собирается работать в элитном Океанском ведомстве в городе Камчатка. Только самые лучшие, самые умные и сильные студенты могут туда пойти. И Майа имеет все шансы туда попасть. Но её идеальная жизнь мгновенно рушится. Она проваливает вступительные экзамены, несмотря на то, что у неё были самые высокие результаты, и её выселяют из дома. В результате девушка начинает срочно искать квартиру и работу. Она отправляется в бедный район города, но и там ничего не может найти. Позже некий человек крадёт все деньги Майи и она становится бездомной.
Майа втягивается в разборку местных бандитов и становится заложником. Её спасают две женщины Рэна и Сидзука — члены организации «Нереиды Камчатки». Майа вступает в организацию, так как это единственный способ найти жильё и работу. Её новая задача — разыскивать преступников и бродячих кошек. Майа получает новое жильё на работе и небольшую заработную плату. Позже к организации присоединяются Глория и Ю.
Дафна (от греческого Δάφνη «Волчеягодник») — это последнее слово, произнесённое дедушкой Майи. Смысл слова в том, что в мире, полностью покрытом океаном, Майа должна найти капсулу времени, которая когда-то была погребена под лавровым деревом в Эльпиде, городе затонувшем более 100 лет назад.
Почти в каждой серии звучат стихи, переданные дедом. Псалом1:3
«И будет он как дерево, посаженное при потоках вод, которое приносит плод свой во время своё, и лист которого не вянет; и во всем, что он делает…» Майа верит, что эти стихи приносят счастье и так действительно происходит.

### Сюжет манги
Действие манги разворачивается за 100 лет до главных событий. В результате глобального потепления Земля превращается в Великий океан, и люди вынуждены искать способ жить дальше. Они строят подводные города-куполы. Главная героиня — Ай Маюдзуми (прабабушка Милли), дочь главы исследовательской лаборатории, одна из лучших водителей в городе Эльпиде.
На город нападают террористы, и Ай вступает в контр-террористическую команду из девушек во главе с Кэй. В начале они не хотят её принимать, считая бесполезной, но во время похищения Ай сама освобождает себя, и её принимают в команду.

## Персонажи

### Нереиды

Организация Нереиды, слева направо: Ю, Сидзука, Майа, Рэна и Глория

Майа Мидзуки (яп. 水樹 マイア Мидзуки Майа) — главная героиня сериала, ей 15 лет. У неё длинные коричневые волосы, спереди собранные в 2 хвоста. Её родители погибли в аварии, а сама Майа потеряла почти все воспоминания, так как много времени провела в коме. После этого Майа жила под опекой старика, до последних дней жизни представлявшегося её дедушкой и скрывавшего от неё то, что на самом деле являлся её старшим братом. Майа мечтала стать агентом Океанского ведомства, но не была туда принята, несмотря на то, что в ходе экзамена получила высшие баллы и была отличницей. В результате она попадает в организацию «Нереиды», выполняющую различные заказы - от поиска пропавших драгоценностей до поимки уголовников. Она оптимистичная, честная и трудолюбивая, но в то же время наивная и застенчивая. Не обладает никакими боевыми навыками, из-за чего на всех заданиях оказывается уязвимой, зато отлично водит машины и даже позже начинает участвовать в гонках, может мгновенно исправлять ошибки в системе управления. Готова помочь любому человеку, даже если у него нет денег или если он является врагом. К концу сериала к ней возвращаются все воспоминания о том, что она жила в Эльпиде и в городе началась паника. Родители заключили Майю и брата в две капсулы. Майю вытащили через 100 лет. За это время она всё забыла.
Сэйю: Май Накахара
Рэна Хондзё (яп. 本城 レナ Хондзё: Рэна) — неформальный лидер организации «Нереиды». У неё короткие красные волосы и красный костюм. Она очень элегантна и хитра, но бывает холодной и жестокой. У неё нету особых боевых способностей, как у Глории или Ю, но она очень расчётлива, дальновидна и быстро разгадывает все подвохи, быстро находит слабые стороны человека и предугадывает его движение на два шага вперёд. Рэна не испытывает угрызений совести, когда манипулирует и соблазняет людей (например детектива Яги) или использует против них оружие. Часто занимается бюрократией наряду с Цутому.
Сэйю: Саяка Охара
Сидзука Хаяма (яп. 葉山 静香 Хаяма Сидзука) — у неё большая грудь, фиолетовые волосы, и она носит очки. Отличный механик, может чинить практически все механизмы, старые и новые. Выросла во внутреннем районе города Сибуйя и имеет там широкие связи, отлично ориентируется в городе, знает каждый уголок. Очень плохо целится при стрельбе. Дружелюбна и доверчива. Сидзука очень добродушная и спокойная. Серьёзно относится к заданиям. Безумная гурманка. Когда она отправляется в другой город, то не успокоится, пока не обойдёт все рестораны. Сидзука никогда не пройдёт мимо бездомного животного и поэтому всегда подбирает их и оставляет у себя дома жить.
Сэйю: Кана Уэда
Глория (яп. グロリア Гурориа) — шумная, спонтанная и безрассудная. Она чемпион по стрельбе и специалист по оружию. У неё смуглая кожа и жёлтые волосы. Не в лучших отношениях с Рэной из-за дезертирства во время задания, когда их команде было поручено вернуть древнее золото, а она с этим золотом сбежала. Любит ходить полуголой. Также не ладит с Ю. Глория очень жестокая, любит деньги и готова выполнять задание только ради них. Ей совершенно непонятна идея Майи, которая считает, что главная цель это не деньги, а делать клиентов и любых людей счастливыми. Следит за тем, чтобы Рэна давала ей правильный гонорар. Глория обожает много есть и часто переедает до такой степени, что у неё начинаются спазмы. Очень часто во время заданий начинает спорить с Рэной и устраивать истерики, из-за чего нередко может провалить задание. У неё не было родителей и поэтому он прожила всё детство в детском доме. Позже выяснилось, история с сиротством оказалась выдумкой. Глории очень нравятся невысокие, стеснительные мальчики в очках.
Сэйю: Масуми Асано
Ю Паку (яп. 朴 ゆう Паку Ю:) — тихая и немногословная одиночка. Она спокойная, серьёзная и независимая, порой внушает ужас. У неё тёмно-синие волосы и прямая чёлка. Ю очень сильный боец и специалист по рукопашному бою. Лишилась когда-то лицензии за то, что во время задания разнесла здание и смертельно ранила полицейских (в том числе детектива Яги), за что села в тюрьму. Нереиды долго пытались вытащить Ю оттуда и вернуть ей лицензию. Лояльно относится к Рэне, но не ладит с Глорией. Они как правило начинают ссориться, и потом Ю наносит Глории молниеносный удар. Как назло она вынуждена часто работать вместе с Глорией. Любит животных и путешествовать. У неё есть собственная собака. Во время поездки Ю обязательно в тайне от всех фотографируется у достопримечательностей города. Живёт в крупном гараже.
Сэйю: Юко Кайда
Цутому Ханаока (яп. 花岡 勉 Ханаока Цутому) — формальный руководитель отделения филиала Нереид. У него короткие чёрные волосы. Не принимает никакого участия в заданиях, его основная работа — бюрократия, финансовый и прочий подсчёт и обработка документов. Он заключает сделки с другими компаниями и выдаёт нужную зарплату прочим Нереидам. Этой же работой активно занимается Рэна. Очень слабохарактерный и пугливый человек, над ним иногда издевается Рэна. Получает регулярную помощь от сотрудниц. У него есть жена и дочь Юкари. Он лгал дочери, что он супер-боец, но позже правда раскрылась. Ради дочери готов отдать свою жизнь. Очень часто из-за своих ошибок создаёт непредсказуемые ситуации или даже впутывает Нереид в беду, за что потом здорово получает. В своей семье очень любит рассказывать разные «гадости» про членов Нереид. Цутому склонен к извращённым фантазиям и иногда начинает говорить их в слух или громко вздыхать.

### Остальные персонажи
Цукаса Такаги (яп. 高城 つかさ Такаги Цукаса) — лучшая подруга Майи. У неё короткие светлые волосы. Попала в Океанское ведомство, несмотря на то, что её оценки были хуже, чем у Майи. Они дали друг другу обещание работать вместе. Очень добрая и отзывчивая. Часто помогает Майе. Например, переоделась в мальчика, чтобы устроить фальшивое свидание с Глорией. Она, как и Майа, отлично водит машины и лодки. Однажды участвовала в гонках. Работает в океанском ведомстве. Позже помогала Майе сбежать от океанского ведомства.
Сэйю: Сакура Ногава
Юкари Ханаока (яп. 花岡 ゆかり Ханаока Юкари) — дочь Ханаоки. Она восхищалась отцом, потому что он всё это время лгал, что является супер-лидером и бойцом Нереид. После того как она узнала правду, возненавидела отца. Но когда он начал самоотверженно рисковать своей жизнью ради спасения Юкари, та простила ему всё и приняла таким, кто он есть на самом деле. Очень сильная и гордая девочка. Она прямолинейна и может даже оскорблять людей.
Сэйю: Ами Косимидзу
Косукэ Яги (яп. 八木 浩輔 Яги Ко:сукэ) — главный инспектор городской полиции. Сотрудничает с организацией «Нереиды». Был когда-то смертельно ранен Ю. После этого от перемены погоды у него болит шея. Очень упрямый и настырный человек. Наотрез отказывался давать лицензию Ю. Симпатизирует Рэне, потому что та для своих целей, как правило, начинала соблазнять его. Он это знает и называет её хитрой змеёй. Когда он начинает погоню за угнанной машиной и видит внутри Ю, то теряет мгновенно управление.
Сэйю: Хидэтоси Накамура
Милли (яп. ミリィ Мири) — подружка Сидзуки а позже и Майи. Опытный водитель гоночного автомобиля. Её вдохновила прабабушка Ай Маюдзуми (главная героиня манги—приквела). Она очень сильная и независимая. Милли носит на шее медальон с фотографией её прабабушки. Она верит, что именно медальон спасал не раз ей жизнь. Однажды во время гонок сломала руку и на её место временно взяли Майю. Позже Милли стала тренировать её.
Сэйю: Дзюнко Нода
Ай Маюдзуми — прабабушка Милли. Она жила в Эльпиде и работала личным телохранителем отца Майи. Какое-то время общалась с маленькой Майей, даже прокатила её на мотоцикле через весь город. Она очень стойкая и спокойная, во многом похожа на Милли, что утверждала даже Майа. Однако неизвестно, как она сумела выбраться из тонущей Эльпиды, так как выжили только Майа и её брат, которых заключили в капсулу.
Май (яп. メイ Мэи) — сестра братьев Вон Тян Ли (дочь 14-го мужа своей матери). Мастер боевых искусств. Очень упрямая и эгоистичная. Боготворит свою мать. Она хочет найти сокровища Эльпиды. Для этого она украла подводную лодку, которая неоднократно конфисковалась организацией «Нереиды» а Май снова её угоняла.
Сэйю: Хитоми Набатамэ
Вон, Тян и Ли — сводные братья, хотя и не похожие друг на друга. Бандиты. Именно Вон и Тян сначала похитили Майю в обмен на деньги. Позже к ним присоединился Ли. Какое-то время они пытались отомстить нереидам, но много раз оказывались в смертельной ситуации и каждый раз их спасала Майа. После 3 раза они радикально меняют своё отношение к Нереидам, а к концу даже помогают им в борьбе против океанского ведомства. Очень эмоциональны и не блещут умом. Когда они оказываются в критической ситуации то Ли говорит, что всегда мечтал умереть вместе с братьями, и надеется, что они реинкарнируют снова братьями.
Тони Рон (яп. トニー•ロン Тони: Рон) — таинственный человек в солнечных очках, его можно видеть практически во всех сериях. Он часто спасал Майю от преступников и от неминуемой смерти. В 22 серии выясняется, что он член Совета Безопасности Океанского ведомства, отвечающий за защиту. Какое-то время Майа думала, что он её старший брат.
Сё Мидзуки (яп. 水樹 翔 Мидзуки Сё:) — дедушка Майи. Он взял её под свою опеку после того, как она 5 лет назад потеряла родителей и год пролежала в коме. Через 2 года дедушка скончался от сердечного приступа. Но в конце серии выясняется, что на самом деле дедушка — старший брат Майи и он, как и Майа, был заключён в капсулу, но его нашли через 35 лет после катастрофы, то есть на 65 лет раньше. В отличие от Майи после разморозки у него быстро восстановилась память. До разрушения Альпиды очень любил Майю и заботился о ней. И уже тогда учил её стиху о «падающей листве». Майа узнала в дедушке брата по родинке на руке.

### Океанское ведомство
Выполняет роль так называемого центрального государства во всех плавающих городах. В каждом городе есть огромная штаб-квартира. Под их контролем всё военное и медицинское отделение. Чтобы поступить в океанское ведомство на самые низшие посты, нужно обладать хорошими физическими навыками и интеллектом. Но океанское ведомство скрывает масштабное преступление, совершённое перед разрушением Эльпиды. Официально известно, что город просто не смог подняться на поверхность из-за несчастного случая. На самом деле перед катастрофой на биохимическом заводе в городе произошла авария, и многие жители были заражены вирусом. Чтобы не допустить дальнейшего его распространения, океанское ведомство не стало поднимать город на поверхность а наоборот заблокировало какие либо связи города со внешним миром и не предоставляло какой либо помощи. Океанское ведомство 100 лет скрывало это преступление, и считали Майю потенциально опасной, так как она знала всю правду. Поэтому, когда к Майе вернулась вся память, то ведомство начало крупномасштабную охоту на девушку. Но позже ведомство всё-таки решает признаться в своих преступлениях.

## Отсылки к поп культуре
В сериале фигурируют объекты, которые были в сериале «Звёздный путь»:
- в 3 серии можно увидеть Picard Motor Co. DS-9 NC-1701D. Это отсылка на капитана Жана-Люка Пикара;
- «DС-9» — это отсылка к космической станции Deep Space Nine;
- «NC-1701D» — это отсылка к космическому кораблю Энтерпрайз NCC-1701-D.

Почти каждое название эпизода связано с названием известных фильмов, например «ネレイス ほど 素敵 な 商売 は ない?» («There’s No Business Like Nereid’s Business») — отсылка к фильму There’s No Business Like Show Business.

## Критика
Представитель сайта Anime News Network отметил, что сериал является уникальным балансом между этти-сериалом, демонстрирующим большие женские груди, панцушот и захватывающими приключениями с элементами драмы, в котором представлено страшное, но красивое будущее мира. А сам сериал должен доставлять большое удовольствие зрителям.

## Список серий
| 1 | Такой длинный день. Часть 1 «Maia no ichiban nagai hi (zenpen)» (マイアのいちばん長い日(前編))   | 15 января 2004  |
| Майа на отлично сдаёт экзамен в Океанское ведомство, но экзамен она не проходит по непонятным причинам. Майю выселяют из дома, и теперь она должна найти новое жильё и работу. Из-за нехватки денег она отправляется в бедный район. Там у неё крадут все деньги, а позже она становится заложницей двух бандитов. А Рэна ранит Майю и Вора. |                                                                                                  |                 |
| 2 | Такой длинный день. Часть 2 «Maia no ichiban nagai hi (kouhen)» (マイアのいちばん長い日(後編))   | 22 января 2004  |
| Майа просыпается в отделении «Нереид Камчатки» и на ней нет ран. Рэна предлагает план, как достать второго бандита. Для этого она переодевает Майю в бандита и подсылает её к другому. Но тот сразу видит обман и похищает Майю и предлагает вернуть её в обмен на деньги и другого вора, который был схвачен Нереидами. Нереиды соглашаются на сделку, но воры хватают Майю и решают сбежать вместе с деньгами и с ней. Нереиды начинают погоню и достают воров. Позже они предлагают Майе работать в их организации. Девушка после долгих раздумий соглашается. |                                                                                                  |                 |
| 3 | Где, как не с «Нереидами»? «Neres hodo suteki na shobai wa nai?» (ネレイスほど素敵な商売はない?) | 29 января 2004  |
| В отделение Нереид обращается старый человек по имени Мартин. У него украли деньги, которые он копил много лет для свадьбы дочери. Майа и Сидзука отправляются в криминальный бедный район, чтобы разыскать вора. Майа узнаёт, что Сидзука там выросла и практически всех знает. Девушки находят вора в казино. Он оказывается профессором математики, который помешан на азартных играх. Все деньги он тратит в казино, в результате он не оплачивал налоги уже полгода. А те деньги, которые он украл, уже успел проиграть. Майа и Сидзука начинают погоню за ним, но тот падает в воду. Деньги вернуть не удалось, но у Мартина в его старой машине оказывается раритетный мотор, который он позже продал за огромные деньги и свадьба состоялась. |                                                                                                  |                 |
| 4 | Пиф-паф, ой-ой-ой! «Chakachaka banban» (チャカチャカバンバン)                                    | 5 февраля 2004  |
| Нереиды отправляются в большое здание, но кто-то его подрывает. Из руин выскакивает Глория и нападает на Рэну. Она требует от неё долю, которую должна была получить. Позже Глория решает помочь Майи в работе. Когда-то Нереиды по заданию забрали золото и воров. Но Глория оказалась взаперти и позже с золотом одна сбежала. Воры в знак мести решили похитить Рэну. Глория сначала отказывается спасать её, но потом её убеждают и она с помощью выстрела освобождает Рэну от цепей. Та избивает грабителей и оказывается на свободе. |                                                                                                  |                 |
| 5 | Не называй меня деткой «Kaette kita abarenbo» (帰ってきた暴れん坊)                               | 12 февраля 2004 |
| На свободу выходит бывший член Нереид — Ю. Рэна пытается получить лицензию для неё. Но детектив Косукэ наотрез отказывается давать ей лицензию. Позже Рэна поручает Майе следить за Ю, но та быстро замечает Майю и приглашает её к себе в жильё. В это время Рэна приглашает Косукэ на свидание на пароме, чтобы силой соблазна убедить его дать лицензию. Он продолжает держаться. Внезапно паром захватывают бандиты. Они соглашаются отпустить заложников в обмен на свободу своих заключённых братьев, которых во 2-й серии схватили Нереиды. Рэна объясняет, что без Ю команда не сможет справиться с бандитами, и Косукэ соглашается дать лицензию. Другие члены Нереид быстро прибывают и побеждают бандитов. |                                                                                                  |                 |
| 6 | Под покровом ночи «Yoru no daisosasen» (夜の大捜査戦)                                            | 19 февраля 2004 |
| Майа встречается со своей старой подружкой Цукасой. Однако кто-то крадёт её арендованную машину. Майа берётся за расследование, чтобы найти машину, ведь Цукаса оставила там подарок родителям, деньги на который она долгое время копила. Вскоре выясняется, что некие воры уже успели украсть множество машин, взятых напрокат. Нереиды решают заманить воров, устроив слежку за несколькими арендованными машинами. Майа, Глория и Ю находят подозрительностью пару и по ошибке устраивают погоню за грузовиком. Майа остаётся на стоянке и пара настоящих воров берёт её в заложники и уезжает. Глория и Ю устраивают погоню за злоумышленниками, но воров задерживает само Океанское ведомство. Позже Цукаса возвращает себе дорогую вещь и они с Майей сидят в кафе. В это время за ними следит таинственный человек в очках. |                                                                                                  |                 |
| 7 | Это всё мой папа (オール•ザット•パパ)                                                            | 26 февраля 2004 |
| Дочь Цутому, Юкари, думает, что её отец супер боец и безоговорочный лидер Нереид. Она решает посетить офис Нереид. Цутому умолял девушек подыграть ему в обмен на новые льготы и отпуска. Всё идёт хорошо, пока дочь не захотела увидеть, как Цутому победит злоумышленников. Нереиды решают устроить спектакль. Они отправляются в заброшенный остров. Глория и Ю наряжаются в воров и должны якобы потерпеть поражение от Цутому. Тот нечаянно попадает электро-пистолетом прямо в Глорию и та падает без сознания и с неё срывается маска. Юкари узнаёт, что это всё была ложь, и убегает в истерике в руины здания. Цутому и Майа последовали за ней. И оказывается, они все нечаянно попали в логово браконьеров, которые ловят пингвинов, несмотря на то, что они находятся под угрозой исчезновения. Браконьеры решают избавиться от всех троих. Однако на них нападают Рэна, Глория и Ю. Злоумышленники хватают Цутому, а отец вслед за дочерью прыгает в их лодку. На лодке Цутому умоляет отпустить дочь в обмен на себя. Позже он, рискуя своей жизнью, проявляет смелость и самоотверженность и сталкивает браконьера в воду. Дочь, растроганная смелым поступком отца, прощает ему то, что он ранее ей врал. |                                                                                                  |                 |
| 8 | На виражах «SPEED ni karada o hare!» (スピードに体を張れ!)                                       | 4 марта 2004    |
| В городе состоится гонка, в которой примет участие девушка-гонщик Милли. Но в начале гонки происходит поломка и гоночная машина падает в воду. Следующая гонка состоится через неделю и компания, спонсирующая Милли, решает использовать Майю. Та соглашается. Однако в компании есть шпион, который попытается провалить гонку. Он подкладывает в машину Майи бомбу, которая взорвётся перед финишем. Но Нереиды находят злоумышленника. В последний момент Глория спасает Майю, выстрелив в бомбу, чтобы она соскочила от машины. |                                                                                                  |                 |
| 9 | Завтра может и не быть «ORE Dake ni Ashita ha Nai» (オレだけに明日はない)                        | 11 марта 2004   |
| Все члены Нереид идут на обязательный медосмотр. Когда Цутому отправляется за результатами, то подслушивает у врачей, что у Глории что-то смертельное в груди и ей осталось жить всего неделю. Он сообщает это всем остальным, кроме Глории. Все начинают вести себя с Глорией очень мило и дружелюбно. Она начинает что-то подозревать и хватает под прицел Цутому, чтобы тот всё рассказал, и он всё рассказывает. Глория, поняв, что ей осталось жить неделю решает рассказать свою тайну, что она хочет встречаться с пай-мальчиком в очках. Нереиды решают подстроить ей роман и переодевают Цукасу в мальчика. Цукаса приглашает Глорию на аттракционы. Там она выигрывает 5 билетов в Сибирь для остальных членов Нереид. Позже она похищает Цукасу, чтобы заняться с «ним» сексом, но та признаётся, что не мужчина. Глория решает погибнуть вместе с Цукасой и направляет машину в воду. Позже Глория и Цукаса оказываются в больнице. Ей объясняют, что она ни чем не больна, а Цутому всё просто неправильно понял. На самом деле Глория забыла убрать пистолет, который спрятала в груди и то, что проживёт не более недели, оказалась панель, показывающая рентгеновские снимки.                             |                                                                                                  |                 |
| 10 | Суперпоездка в Сибирь «Siberia choutakkyu» (シベリア超特休)                                      | 18 марта 2004   |
| Члены Нереид отправляются в Сибирь, которая превратилась в солнечные, тёплые острова. Там Глорию за перевоз оружия сразу арестовывают и сажают в тюрьму. А Майа и Сидзука ходят по всем ресторанам, пробуя разные блюда, в том числе и русские. Позже они отправляются в особый ресторан, где подают мясо мамонтов. Там к ним подсаживаются подозрительные парни, которые позже подсовывают снотворное и крадут Сидзуку для продажи на чёрном рынке. Судзуку спасает Ю. A в это время в погоне за бандитами Майа попадает в странный район — Колхоз, и замечает, что всё там ей знакомо. А позже находит оливковое дерево, которое навевает ей странные чувства. В день отъезда Майа понимает, что это место связано с её прошлым и просит остаться здесь ещё на несколько дней. Нереиды соглашаются остаться на один день. |                                                                                                  |                 |
| 11 | Долгая остановка «Kakumo nagaki taizai» (｢かくも長き滞在｣)                                       | 25 марта 2004   |
| Майа рассказывает, что раньше, чем на 5 лет ничего не помнит. Она проснулась в поликлинике и ничего абсолютно не помнила. Её встретил дедушка и рассказал, что её родители погибли в автокатастрофе, а сама Майа выжила и пролежала в коме целый год. Дедушка забирает Майю к себе. Но девочка страдает от того, что ничего не помнит, и Дедушка учит Майю короткому стиху: «И будет он как дерево, посаженное при потоках вод, которое приносит плод свой во время своё, и лист которого не вянет; и во всем, что он делает…». Он объясняет, что он как заклинание, которое дарует счастье. Проходит 2 года, и Майа устраивается в школу для вступления в океанское агентство. В этот же день у дедушки происходит сердечный приступ. Перед самой смертью он произносит слово «Дафна». |                                                                                                  |                 |
| 12 | День морских соревнований «Sekai ga Fujou Shita Hi» (世界が浮上した日)                           | 1 апреля 2004   |
| В городе состоится грандиозный праздник 8 городов в честь столетия со дня, когда города после всемирного потопа впервые поднялись на поверхность воды. Однако этот день также считается траурным, так как город Эльпида не сумел выйти наружу и миллионы людей погибли. Нереид отправляют патрулировать участки, где проходит праздник. Всё проходит гладко. Позже Майа отправляется на гонки, чтобы принять там участие. Она почти доходит до финиша, но совершает ошибку и в результате побеждает Милли. |                                                                                                  |                 |
| 13 | Приступ ярости «Ikari wo Agete» (怒りを上げて)                                                   | 8 апреля 2004   |
| Ли, Чанг и Вон сбегают из тюрьмы. В этом им помогает сестра — Май. Она сумела украсть подводный корабль и теперь хочет найти затонувший город Эльпиду, чтобы там найти сокровища. Во время тренировок по вождению подводного корабля братья сталкиваются с лодкой Майи и берут её в заложники, чтобы заманить Нереид. Когда Нереиды нападают на бандитов, выясняется, что Май владеет прекрасно боевыми навыками и сражается с Ю, но проигрывает. В это время остальные братья спасаются бегством в подводной лодке и начинают тонуть. Их спасает Майа, после этого они резко меняют своё отношение к Нереидам. Однако последние конфисковывают корабль у Май и уплывают на нём. |                                                                                                  |                 |
| 14 | Чудак и море «Roujin to UMA» (老人とUMΑ)                                                         | 15 апреля 2004  |
| У Нереид появляется новый подводный корабль, который они конфисковали у Май. Но на уход за кораблём требуются большие деньги, и Нереиды ищут новую вакансию, связанную с работой в корабле. Однажды к Майе приходит маленький мальчик и просит её убедить его дедушку, чтобы он перестал охотиться на морское чудовище. Когда-то ещё в молодости во время рыбалки на него что-то напало и смертельно ранило. С тех пор он ищет чудовищще, чтобы убить его. Для дедушки это крайне вредно из-за больного сердца. Майа сначала поговорила с ним, но безуспешно. Позже она решила разыграть сцену, по которой подводный корабль, замаскированный под морское чудовище, нападёт на деда и якобы окажется поверженным. Но всё пошло не так гладко. Сначала камуфляж срывается, позже в порыве ярости Дед пускает петарду по кораблю. Происходит серьёзная поломка. Но внезапно что-то снова нападает и дед открывает огонь по «этому» и оно падает на дно. Майа была уверена, что это был снова корабль Нереид, но это оказалось настоящее морское чудовище. |                                                                                                  |                 |
| 15 | Крепкий орешек «Daihadou (1)» (大波動(ダイハドー))                                               | 29 апреля 2004  |
| Друг Юкари — Кэнто хочет признаться ей в любви, но не решается. Юкари надоедает ждать и она уходит. Кэнто с разбитым сердцем сбегает из дома и уезжает в Сибирь-Сити. Майа отправляется в Сибирь, чтобы разыскать мальчика. Но его находит отделение Сибири и предоставляет Майи. Кэнто и Майа летят домой. В это время Юкари была с отцом на экскурсии, в зале управления над уровнем водой. Но зал захватывают террористы и грозят убить всех заложников и отключить систему контроля уровня воды, если океанское ведомство не выполнит их требования. |                                                                                                  |                 |
| 16 | Крепкий орешек 2 «Daihadou (2)» (大波動(ダイハドー) 2)                                           | 6 мая 2004      |
| Террористы продолжают держать заложников. Самолёт, где летят Майа и Кэнто, не может приземлиться, так как рейс требуют задержать. Внезапно главный член террористической группировки хватает других членов и обездвиживает их. Он решает подорвать одну башню, которая контролирует уровень воды. В это время самолёт с Майей не может приземлиться уже 2 часа и топливо кончается. Пилоту становится плохо и Майа решает сама управлять самолётом. В это время Нереиды разбираются с террористами. Майа удачно совершает аварийную посадку и спасает целый экипаж. Кэнто второй раз пытается признаться в любви Юкари и ему это удаётся. Но она предлагает остаться лишь друзьями, и Кэнто с разбитым сердцем снова сбегает из дома… |                                                                                                  |                 |
| 17 | Пять амазонок и малыш «Aka-chan ni Kanpai» (赤ちゃんに完敗!)                                     | 13 мая 2004     |
| Ю подкидывают младенца. Сначала Нереиды решают сдать его в полицию, но Глория настаивает на том, что надо оставить ребёнка. Ю и Глория берут отгул на 2 недели и вместе начинают ухаживать за ребёнком. Внезапно выясняется, что на самом деле родители ребёнка, сестра Глории, Розмари, и её молодой человек, поехали в отпуск и решили подкинуть ребёнка ей. А Глория, чтобы избавить себя от лишних проблем, подсунула ребёнка Ю. Та избивает Глорию. |                                                                                                  |                 |
| 18 | Выбор Сидзуки «Shizuka Naru Kattou» (静香なる葛藤)                                               | 20 мая 2004     |
| Сидзука находит на свалке раненого мужчину про имени Тревор и берёт его себе домой. Она долго берёт отгулы якобы из-за проблем со здоровьем. Нереиды подозревают что-то и посылают Майю, чтобы проверить Сидзуку. Майа узнают про Тревора, и тот объясняет, что он тайный агент океанского ведомства и пытался внедриться в банду, но его раскусили. Майа тоже решает держать в тайне от Нереид сведения о таинственном парне. Но однажды Тревора похищают. Сидзука схватила некого парня, причастному к этому, но тот рассказал, что он вовсе не Тревор, а имеет множество имён и на самом деле обыкновенный шпион, который повяз в долгах. Но Сидзука всё равно его спасает и отпускает. |                                                                                                  |                 |
| 19 | Охота за зеленой субмариной «Sensuikan yomogi ichigo fujosezu» (潜水艇よもぎ一号浮上せず)        | 25 мая 2004     |
| Майю внезапно похищают Вон, Тян, Ли и Май. Они решают похитить подводный корабль, который забрали Нереиды, и заодно взять заложницу. Майа успевает дать сигнал тревоги и Нереиды отправляются спасать её. Начинается погоня и в то время, когда лодки проплывали мимо полузатонувших руин города, Глория попала торпедой в небоскрёб и им завалило украденную подводную лодку. Корабль постепенно затапливается водой и Майа решает спасти других и направляет на развалины гигантской статуи кота. Она высвобождает лодку, но внезапно аккумулятор спасательной лодки Майи разряжается, и никто не может её спасти. Так как лодка Нереид имеет ограничение на глубину, а похищенная лодка может только всплывать. Но Майю спасает таинственный человек в очках. К Майе частично вернулась память детства и там был «некий брат». |                                                                                                  |                 |
| 20 | Однажды в Сибири (ワンス•アポン•ア•タイム•イン•シベリア)                                         | 3 июня 2004     |
| Майа всё время думает о том моменте с лавровым деревом и братом, которых она вспомнила. Майа решает отправиться в океанское ведомство, чтобы больше узнать о аварии. Но там не написано о каком-либо брате. На следующую ночь она вспомнила, как закопала под деревом некую капсулу. Майа решает отправиться в Сибирь-Сити, чтобы найти лавровое дерево. Ей позволяют туда отправится, и Майа целый день выкапывает землю из-под дерева, но ничего не находит. Позже на Майю нападает вор, но его обезвреживает незнакомец в очках. Майа начинает предполагать, что именно он её брат. |                                                                                                  |                 |
| 21 | Что случилось с малышкой Майей «Nani ga Maia ni okotta?» (何がマイアに起ったか?)                 | 10 июня 2004    |
| Майа из-за воспоминаний не может сконцентрироваться ни на чём — сначала проваливает экзамен, потом подводит Нереид во время задания. Рэна увольняет её и Майа отправляется жить в дешёвый отель и искать новую работу. Но всё кончается неудачей. |                                                                                                  |                 |
| 22 | Время опасности «Ai to kioku no hibi» (アイと追憶の日々)                                         | 17 июня 2004    |
| Действие происходит, когда Майа была ещё ребёнком. Она живёт в Эльпиде вместе со своими родителями и братом. К ним приходит Ай Миядзуки в качестве телохранителя. Ай и Майа быстро сближаются. Но в городе происходит авария и начинается паника. Семья Майи перед тем, как сбежать в лабораторию, закапывает капсулу под лавровым деревом. Эту историю Майа рассказывает Милли после того, как вспомнила практически всё. Тони Рон предупреждает, что эти воспоминания для некоторых являются потенциально опасными. Внезапно штурмовики океанского ведомства нападают на дом Майи и увозят её. |                                                                                                  |                 |
| 23 | Побег с Камчатки (エスケープ•フロム•カムチャッカ)                                                | 24 июня 2004    |
| Майю отвозят в специальную лабораторию и объясняют, что для океанского ведомства эти воспоминания являются потенциально опасными, так как Майа теперь знает всю правду о катастрофе на Эльпиде и о масштабном преступлении, совершённом океанским ведомством. Ведомство собирается стереть память Майе, но её похищают Сидзука и Цукаса. Океанское ведомство начинает полномасштабную погоню за Майей. Её забирают Нереиды и член океанского ведомства тайно даёт им координаты Эльпиды. Но ведомство продолжает погоню за ними и под водой. Тогда на угнанном корабле Вон, Тян и Ли и Май помогают Нереидам, задерживая океанское ведомство. Главная цель Майи — найти капсулу, которая она закопала под лавровым деревом. |                                                                                                  |                 |
| 24 | Дафна: Тайна сияющих вод «Hikari to mizu no Daphne» (光と水のダフネ)                             | 3 июля 2004     |
| Майа на специальной подлодке отправляется под купол Эльпиды. Там она видит родные места, улицы и дороги, но всё это уже 100 лет лежит под водой и сильно разрушено. Майа начинает слышать голоса, который слышала когда то и впадает в отчаяние. Она приземляется у своего дома, который почти разрушился, и вспоминает, как её отсюда вместе с братом увезли в лабораторию. Там её и брата заключили в две капсулы и родители сказали, что однажды их найдут. Майа по памяти находит останки лаврового дерева и извлекает оттуда капсулу. Из неё она вытаскивает диск и загружает содержимое. Там показано видео с днём рождения Майи. Видео видят также и сотрудники океанского ведомства. Её поздравляют родители, брат и Ай Маюдзуми. Майа прощается со своими родными местами и покидает Эльпиду, в то время останки купола начинают рушиться. Океанское ведомство решает признаться в своём преступлении, и Майа узнаёт по родинке на руке на видео, что её дедушка является её братом, которого, оказывается, извлекли из капсулы на 65 лет раньше. |                                                                                                  |                 |
| 25 | Всё, что вы хотели знать о «Нереидах», но боялись спросить                                       |                 |
| Нереиды решают снять рекламный фильм про себя. Там они демонстрируют свои уловки и способности. На съемки также пригласили Вона Тяна и Ли. По сюжету снятого фильма Глория умирает. |                                                                                                  |                 |
| 26 | Небеса ждут Майю Мидзуки                                                                         |                 |
| Глория решает в одиночку штурмовать корабль с бандитами из-за огромной награды. Она берёт с собой Майю. Прячась на свалке, они натыкаются на старый питьевой автомат, и тот от разряда тока меняет телами Глорию и Майю. Обе решают скрыть это от Рэны, но те из-за странного поведения подозревают что-то неладное, особенно Ю. Сидзука позже чинит автомат и запускает его, но на этот раз все Нереиды, кроме Рэны и Ю, меняются телами. |                                                                                                  |                 |